# Bad Vöslauer Straße
Die Bad Vöslauer Straße B 212 ist eine Landesstraße in Niederösterreich. Sie hat eine Länge von 21,5 km und führt am östlichen Rand des Wienerwaldes entlang. Beginnend im Norden von Traiskirchen verläuft sie über Pfaffstätten, Baden und Bad Vöslau nach Berndorf.

## Geschichte

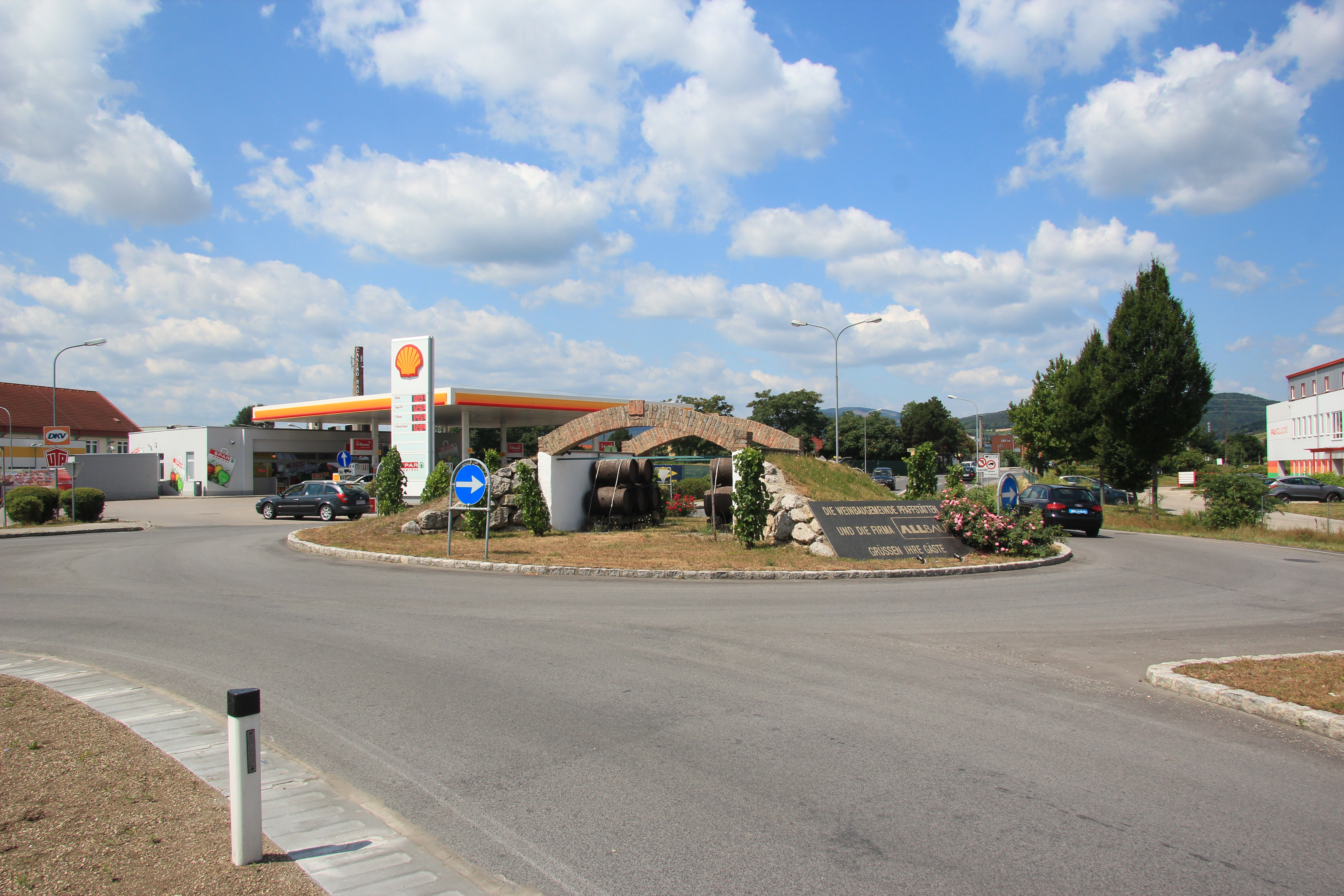
Kreisverkehr im Straßenverlauf in Pfaffstätten

Die Berndorf-Hernsteiner Straße gehört seit dem 1. April 1959 zum Netz der Bundesstraßen in Österreich. Sie führte ursprünglich von Berndorf aus weiter über Hernstein, Markt Piesting, Muthmannsdorf bis Weikersdorf an der Wiener Neustadt-Grünbacher Straße.
Seit dem 1. Jänner 1972 endet die B 212 in Berndorf, deshalb wurde sie in Bad Vöslauer Straße umbenannt.